# Бейсеуов, Асет Коппаевич
Асет Коппаевич Бейсеуов (13 октября 1938, пос. Фабричный Жамбылского района Алматинской области — 20 марта 1996, Алма-Ата) — советский и казахстанский композитор, Заслуженный деятель искусств Казахской ССР (1986), Народный артист Казахстана (1991).

## Биография
Происходит из рода шапырашты.
Окончил Алматинскую консерваторию (1960).
Внёс значительный вклад и развитие казахской эстрадной музыки. Многие песни композитора, в том числе «Алмалы Алматы», «Гүлдер», «Шақырады көктем», «Мұңайма», «Алтыным», «Маралдым», «Сандуғаш» вошли в золотой фонд казахского песенного искусства. Автор музыки к нескольким спектаклям, кино- и телефильмам. Изданы сборники песен Бейсеуова.
Лауреат премии Ленинского комсомола Казахстана за сборник песен «Гульдер» и песню «Кызыл сункарлар» («Красные соколы»).
Скончался 20 марта 1996 года, похоронен на Кенсайском кладбище.

## Память
- В его честь названа улица Бейсеуова в Медеуском районе Алма-Аты.
- На фасаде дома 15 по улице Гоголя, где жил Асет Бейсеуов, установлена мемориальная доска.
- Имя Бейсеуова носит благотворительный фонд.